# 21 грам
«21 грам» (англ. 21 Grams) — фільм мексиканського режисера Алехандро Гонсалеса Іньярріту 2003 року, другий фільм його «трилогії про смерть («Сука-любов», «21 грам», «Вавилон»). Номінувався на два Оскара, отримав три нагороди Венеційського кінофестивалю.

## Назва
Назва фільму є посиланням на дослідження доктора Данкана Мак‑Дуґалла (Duncan MacDougall), проведені 1907 року. У своїх дослідах Мак‑Дуґалл намагався довести існування людської душі, зважуючи тіло людини до і після смерті. Вага тіла після смерті була меншою, як вважав дослідник, на масу душі людини. Хоча висновки Мак‑Дуґалла були науково спростовані, автори фільму у сюжеті використовують вагу душі у 21 грам як доведений факт задля надання історії виразності.

## Сюжет
Фільм «21 грам» є логічним продовженням драми «Сука-любов», хоча розказані в них історії не пов'язані одна з одною. У картині «21 грам» унаслідок трагічного збігу обставин переплітаються життя людей, раніше зовсім незнайомих.
Фільм поєднує кілька сюжетних ліній, які розвиваються навколо наслідків автомобільної аварії. Джек Джордан (Бенісіо дель Торо) — колишній злочинець, наркоман і алкоголік, який намагається почати нове життя за релігійними канонами. Пол Ріверс (Шон Пенн) — викладач математики із хворим серцем, якому залишилося жити не більше місяця, якщо йому не зроблять пересадку донорського серця. Крістіна Пек (Наомі Воттс) — колишня наркоманка, що звільнилася від залежності і живе у передмісті з чоловіком і двома дітьми. Ці три головних герої і їх історії виявляються пов'язаними, коли одного вечора Джек збиває машиною дітей і чоловіка Крістіни і тікає з місця ДТП, а серце її чоловіка отримує Пол.

## У ролях
- Шон Пенн — Пол Ріверс
- Наомі Воттс — Крістіна Пек
- Денні Г'юстон — Майкл, чоловік Крістіни
- Бенісіо дель Торо — Джек Джордан
- Шарлотта Генсбур — Мері Ріверс, дружина Пола
- Мелісса Лео — Маріанна Джордан, дружина Джека
- Карлі Нахон — Кеті, дочка Крістіни і Майкла
- Едді Марсан — Джон

## Нагороди
Фільм отримав 20 нагород і 36 номінацій, зокрема:
- Номінації на Оскар за найкращого актора другого плану (Бенісіо дель Торо) і найкращу акторку (Наомі Воттс)
- Номінації на BAFTA:
  - Найкращий монтаж (Стівен Мірйон)
  - Найкращий актор (Бенісіо дель Торо)
  - Найкращий актор (Шон Пенн)
  - Найкраща акторка (Наомі Воттс)
  - Найкращий оригінальний сценарій
- Номінація на Сезар як найкращий іноземний фільм
- Номінація на Європейський кіноприз
- Нагорода Незалежний дух
- Нагороди Венеційського фестивалю:
  - Найкращий актор (Бенісіо дель Торо)
  - Найкраща акторка (Наомі Воттс)
  - Кубок Вольпі найкращому актору (Шон Пенн)
  - Wella Prize (Наомі Воттс)
  - Номінація на Золотий лев